# Amnesicoma
Amnesicoma is een geslacht van vlinders van de familie spanners (Geometridae), uit de onderfamilie Larentiinae.

## Soorten
- A. albiseriata Warren, 1893
- A. bicolor Moore, 1888
- A. neoubdulosa Xue, 1988
- A. nuncupata Püngeler, 1909
- A. paraundulosa Xue, 1988
- A. simplex Warren, 1895
- A. vacuimargo Prout, 1923
- A. vicina Djakonov, 1936